# Запорожець Олександр Володимирович
Олександр Володимирович Запорожець (нар. 12 вересня 1905, Київ, Російська імперія — пом. 7 жовтня 1981, Москва, Російська РФСР) — радянський психолог, котрий працював у царині виявлення і дослідження закономірностей психічного розвитку дітей раннього і дошкільного віку.

## Життєпис
Народився в сім'ї інженера та вчительки. Дитячі та юнацькі роки його проминули в Україні. Коли навчався у школі, над усе мріяв бути актором. Творчий шлях Олександр розпочав з того, що з «тріском провалився» на іспитах до Музично-драматичного інституту ім. М. В. Лисенка. Згодом він був зарахований туди як вільнослухач. Невдовзі хлопцеві поталанило стати учнем знаменитого режисера, засновника «Молодого театру» та «Березоля» Леся Курбаса. Вже на схилі років Олександр Володимирович присвятив йому статтю-спогад «Майстер», написану на прохання режисера і дослідника театру Курбаса Леся Танюка. Зневірившись у своїх акторських даних, Олександр обрав стезю науки. У 1925 р. він виїхав до Москви й вступив у 2-й Московський державний університет. Певно ця обставина врятувала йому життя, бо вже у 1930-х роках багатьох березолівців заарештовано, деяких розстріляно, інших заслано на Соловецькі острови.
Ще у студентські роки О. Запорожець розпочав роботу лаборантом кафедри психології Академії комуністичного виховання ім. Н. К. Крупської. У 1929 р. брав участь в експедиції на Алтай. Наслідком її стали матеріали, що лягли в основу першої друкованої праці молодого дослідника — «Умственное развитие й психические особенности ойротских детей». Юнак брав активну участь в роботі групи молодих дослідників-психологів, керівником якої був Лев Семенович Виготський. Відтоді уся подальша наукова доля О.Запорожця нерозривно пов'язана зі школою цього знаменитого психолога. Через усе життя проніс він глибоку повагу до свого другого вчителя й чимало зробив для видання його зібрання творів, був головним редактором цих праць. Коли Запорожець закінчував університет у Москві, в Україні посилювався терор, спрямований проти української науки та освіти. Особливо гострих форм він набрав із початком 1930-х років. Застосовування у всіх сферах життя принципу «партійності» унеможливлювало умови для наукової діяльності навіть в Академії комвиху; саме там по отриманні диплома (1930) О. В. Запорожець працював асистентом кафедри психології. Слід також зауважити, що у післяреволюційні роки в Україні психологія як наука зазнавала гонінь: її намагалися механічно звести до вчення про рефлекси. Це спричинило велику шкоду також підготовці фахівців у галузі педагогіки й медицини. На противагу таким діям при створеній в Харкові Українській психоневрологічній академії вирішено організувати психологічний сектор. На роботу в ньому запросили з Москви таких відомих психологів, як Л. С. Виготський, О. Р. Лурія, О. М. Леонтьєв, а також молодого співробітника — О. В. Запорожця.
Спершу Олександр Володимирович працює старшим асистентом, а згодом і завідувачем лабораторії психології розвитку. Він вивчає закономірності психічного розвитку дітей раннього і дошкільного віку. В основу його дослідної роботи лягають наукові ідеї Лева Виготського; вони стають вихідним пунктом у побудові власної теорії. О.Запорожець проводить ряд експериментальних досліджень з питань з'ясування ролі практичних дій у розвитку мислення дитини, за допомогою яких встановлює, що дитина починає пізнавати світ не з теоретичного його розгляду, а з практичної дії.
У 1933 р. Олександр Володимирович стає доцентом кафедри психології Харківського педагогічного інституту ім. Г. С. Сковороди, а потім — її завідувачем. У ці ж роки він входить до складу харківської групи психологів, очолюваної О. М. Леонтьєвим. Разом з ним формулює гіпотезу щодо походження психіки та виникнення чутливості. Основний смисл даної гіпотези в тому, що виникнення чутливості й поява орієнтувальної реакції можливі лише за умов активної дії у пошуковій ситуації. У 1936 р. О. В. Запорожець захистив кандидатську дисертацію «Роль элементов мышления й речи в развитии мышления ребенка». А захист ним докторської дисертації був призначений на липень 1942-го … На жаль, усі матеріали досліджень харківського періоду і сама дисертація загинули від фашистської бомби, що вцілила у будинок, де мешкав вчений.
У 1941 р. О. В. Запорожець зарахований доцентом Московського державного університету ім. М. В. Ломоносова. Він виїхав на Урал, куди евакуйовано університет. Однак діяльність його проходила не в аудиторіях, а в шпиталях. Там Олександр Володимирович допомагав відновлювати дієздатність бійців після отриманих поранень. Будучи завідувачем експериментальних психофізіологічних лабораторій, винайшов ряд застосувань для трудової терапії. Психолого-фізіологічні підвалини змісту й методів функціонально-рухової терапії О.Запорожець у співавторстві з О.Леонтьєвим виклав у монографії «Восстановление движений» (1945). Наприкінці 1943-го Олександр Володимирович повертається до Москви й працює водночас в Інституті психології АПН РРФСР та в університеті, де викладає курс дитячої психології, керує дипломними і дисертаційними роботами. З 1944 р. очолює колектив лабораторії психології дошкільного віку Інституту загальної й педагогічної психології АПН СРСР.
Першою аспіранткою О. В. Запорожця була Дебора Марківна Арановська-Дубовіс.
У 1958 р. О. В. Запорожця обирають членом-кореспондентом АПН РРФСР, а з 1960-го призначають директором Науково-дослідного інституту дошкільного виховання. З 1960-х років він був визнаним керівником усієї науково-практичної роботи в галузі дошкільного дитинства.

## Наукова спадщина
На противагу думці багатьох зарубіжних спеціалістів він доводить: дитина дошкільного віку спроможна розумно і послідовно розмірковувати, робити висновки, якщо спиратиметься на достатній досвід дій з предметами. Вчений стверджує, що мова, хоч і відіграє надзвичайно важливу роль у розумовому розвитку дитини, між тим не є провідною причиною розвитку; більш того: розвиток мови залежить від вирішення дитиною практичних завдань, оволодіння нею під керівництвом дорослих способами застосування предметів. Процес психічного розвитку дитини містить широке коло психологічних властивостей і здібностей, які необхідно враховувати під час побудови навчання і виховання. Головним є те, що розвиток кожної дитини йде своїм особливим шляхом, в якому загальні закономірності виявляються в індивідуальній формі.
О. В. Запорожець простежив основні стадії виникнення у дітей емоційних уявлень. Він стверджував, що емоції складаються в ході практичної діяльності, взаємин дитини з людьми, які її оточують. Підкреслив, що дитина відчуває те чи інше переживання після того, як вона здійснила певний вчинок, позитивно чи негативно оцінений дорослими чи іншими дітьми. Далі дитина переходить до емоційного передбачення наслідків своїх вчинків, їх «програвання» у плані емоційних образів. Це дозволяє їй здійснити певну корекцію поведінки відповідно до очікуваних результатів.
Роль практичної діяльності у розвитку емоційних процесів Олександр Володимирович вивчав на матеріалі сприйняття дітьми казок. Його стаття «Психология восприятия сказки ребенком-дошкольником» опублікована ще 1948 р. на сторінках журналу «Дошкольное воспитание» (№ 9). Вчений підкреслював, що емоції, викликані діями казкових персонажів, виникають на основі активної «співдії», співпереживання, коли дитина стає ніби учасником хвилюючих її подій. (Узагальнення саме цих досліджень і лягло в основу першої докторської дисертації науковця, яку йому не судилося захистити).
Головним видом діяльності дошкільного віку О. В. Запорожець називав гру. Вважав її надзвичайно привабливою для дитини, бо вона є спрямованою на орієнтацію у загадковий світ дорослих. В умовах гри значно зростає можливість засвоєння необхідних навичок, спостерігається вищий, ніж за інших умов, рівень сприйняття, мислення, запам'ятовування. Гра є вагомим засобом розвитку найважливіших психічних властивостей і здібностей дитини. Під її впливом відбувається розвиток загальної здібності до уяви та образного мислення.
Олександр Володимирович різко заперечував спроби штучної акселерації — — прискорення розвитку дошкільників, намагання виховувати п них психічні якості, характерні для пізніших етапів розвитку, зокрема для шкільного дитинства. На противагу таким спробам він висунув ідею розширення і поглиблення тих сторін розвитку, що є специфічними саме для дошкільного віку.

## Публикації та нагороди
Різні етапи наукової діяльності О. В. Запорожця відображені у більш ніж 150 книгах і статтях. Серед них — виданий 1953 р. підручник психології для дошкільних педагогічних училищ, що вийшов тричі й відзначений премією ім. К. Д. Ушинського. Його наукові праці видані майже усіма європейськими, а також китайською та японською мовами. Він багаторазово брав участь у роботі міжнародних наукових з'їздів, конференцій і симпозіумів: у Великій Британії, Німеччині, Італії, Франції, Швеції, Угорщині та ін. Вчений був науковим редактором книг: «Воспитание й обучение в дстском саду» (1976), «Дошкольник» (1979), «ОсновьІ дошкольной педагогики»(1980)та ін. Плідна праця О. В. Запорожця відзначена кількома орденами й багатьма медалями, у тому числі вищими нагородами для працівників педагогічного фронту — медалями К. Д. Ушинського і Н. К. Крупської. Ідеї великого вченого і зараз служуть основою позитивних змін у дошкільній освіті.

## Зовнішні джерела
- Дубовис Д. М., Хоменко К. Е. Вопросы художественного восприятия в трудах А. В. Запорожца [Архівовано 11 березня 2007 у Wayback Machine.](К 80-летию со дня рождения) (idem).— Вопросы психологии, 1995. № 5, с. 117–123
- Елагина М. Г., Рузская А. Г. Выдающийся советский психолог // Сов. педагогика. — 1988. — № 3
- Арановская-Дубовис, Д. М., & Заика, Е. В. (1995). Идеи А. В. Запорожца о развитии личности дошкольника [Архівовано 10 березня 2007 у Wayback Machine.]. Вопросы психологии, 1995. № 5. С. 87-99.
- Зинченко, В. П. (1995).Становление психолога [Архівовано 11 березня 2007 у Wayback Machine.] (К 90-летию содня рождения А. В. Запорожца)
- Титова Н. И. (2001). Гуманистические основы воспитания детей в научном наследии А. В. Запорожца
- Международная конференция «Наука о детстве и современное образование», посвященная 100-летию со дня рождения А. В. Запорожца, 6-8 декабря 2005 г.
- Зинченко, В. П. (2006). Александр Владимирович Запорожец: жизнь и творчество (от сенсорного действия к эмоциональному) // Культурно-историческая психология, 2006(1): скачать doc [Архівовано 8 жовтня 2006 у Wayback Machine.]/zip [Архівовано 10 березня 2007 у Wayback Machine.]

1. 1 2 3  Педагоги и психологи мира — 2012.
2. ↑  Запорожец Александр Владимирович // Большая советская энциклопедия: [в 30 т.] — 3-е изд. — Москва: Советская энциклопедия, 1969.
3. ↑  Identifiants et Référentiels — ABES, 2011.